# Englischer Garten (München)

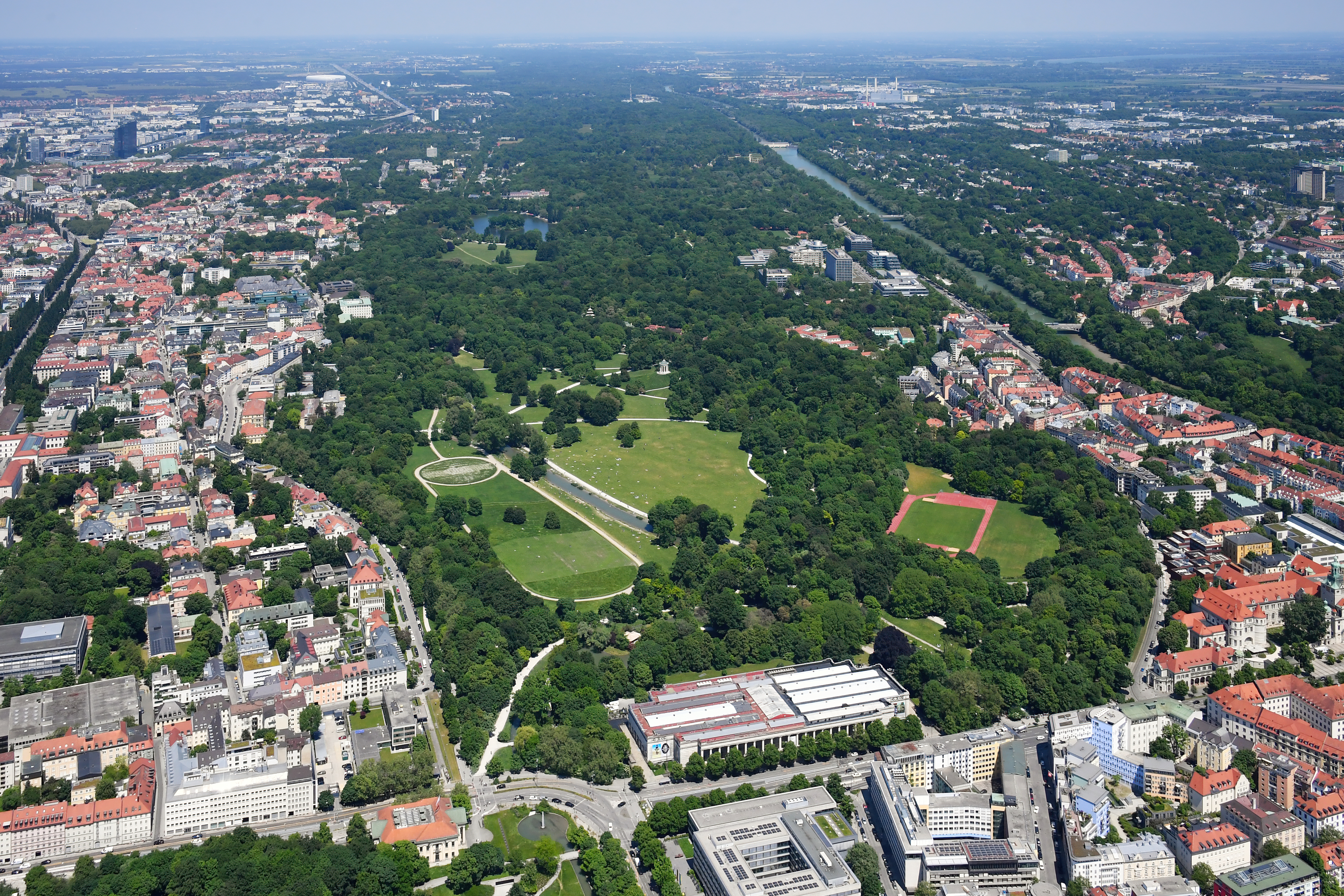
Der Englische Garten von Südwesten aus der Luft gesehen

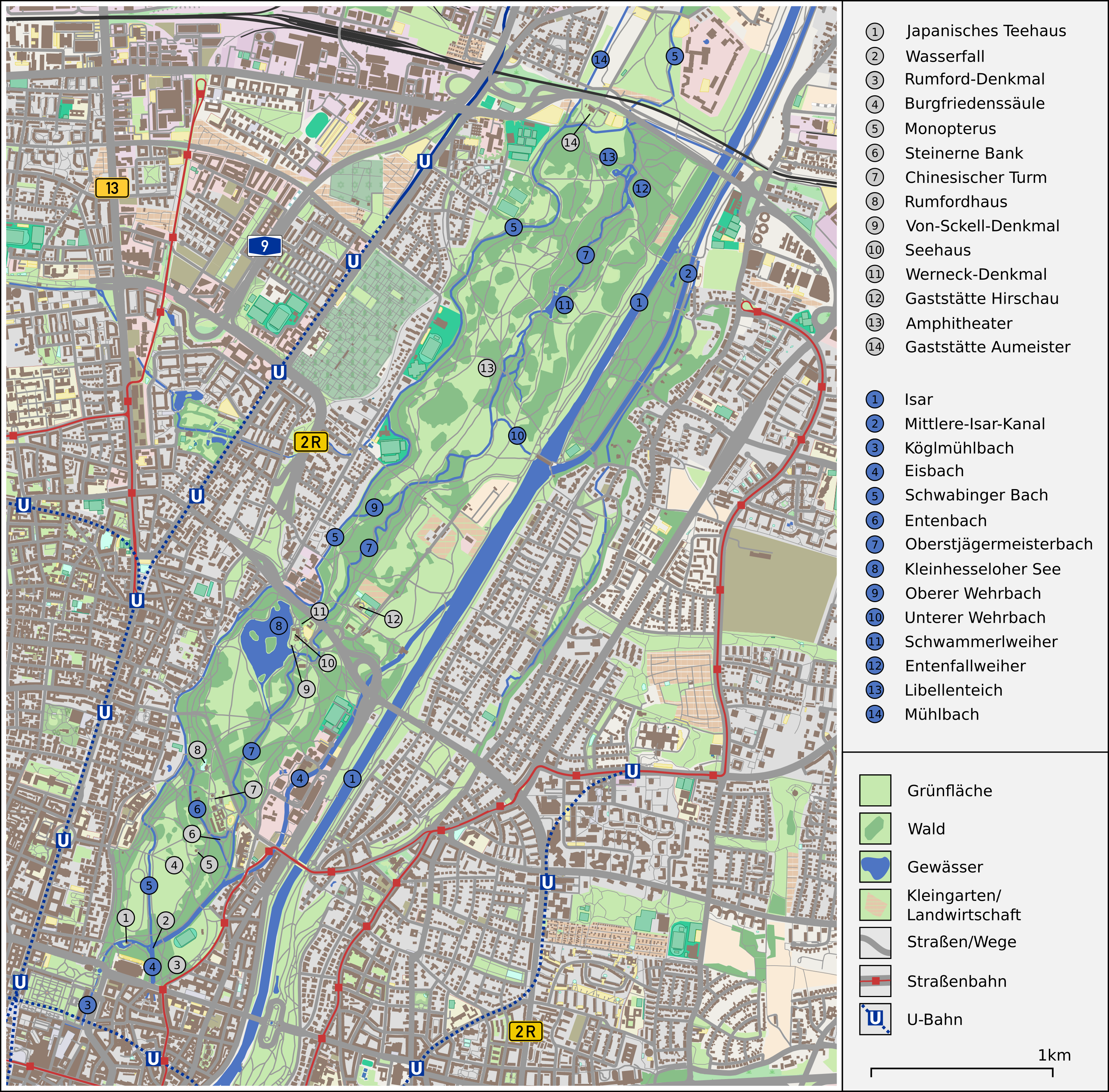
Karte des Englischen Gartens

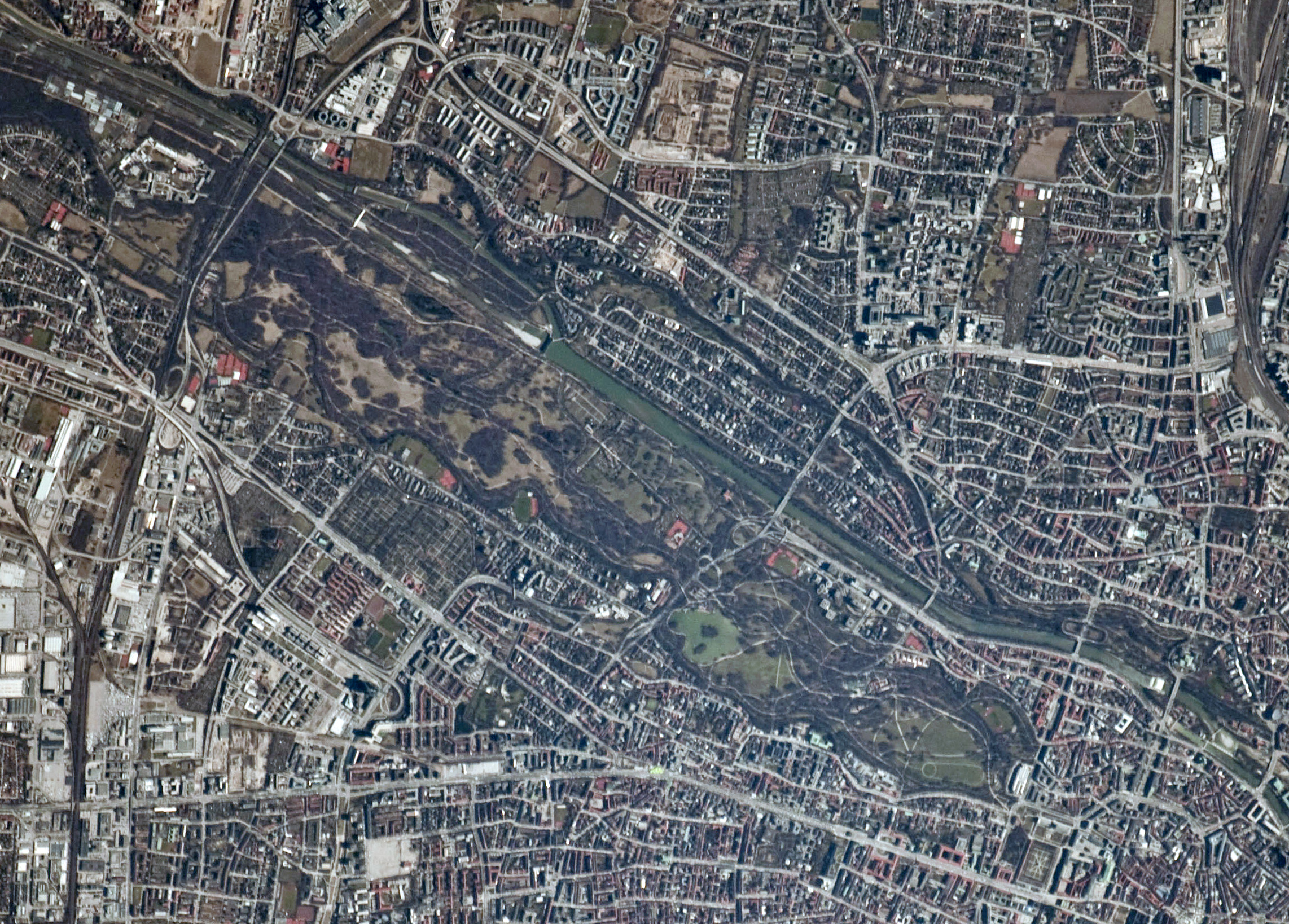
Blick aus der Raumstation ISS (24. März 2010)

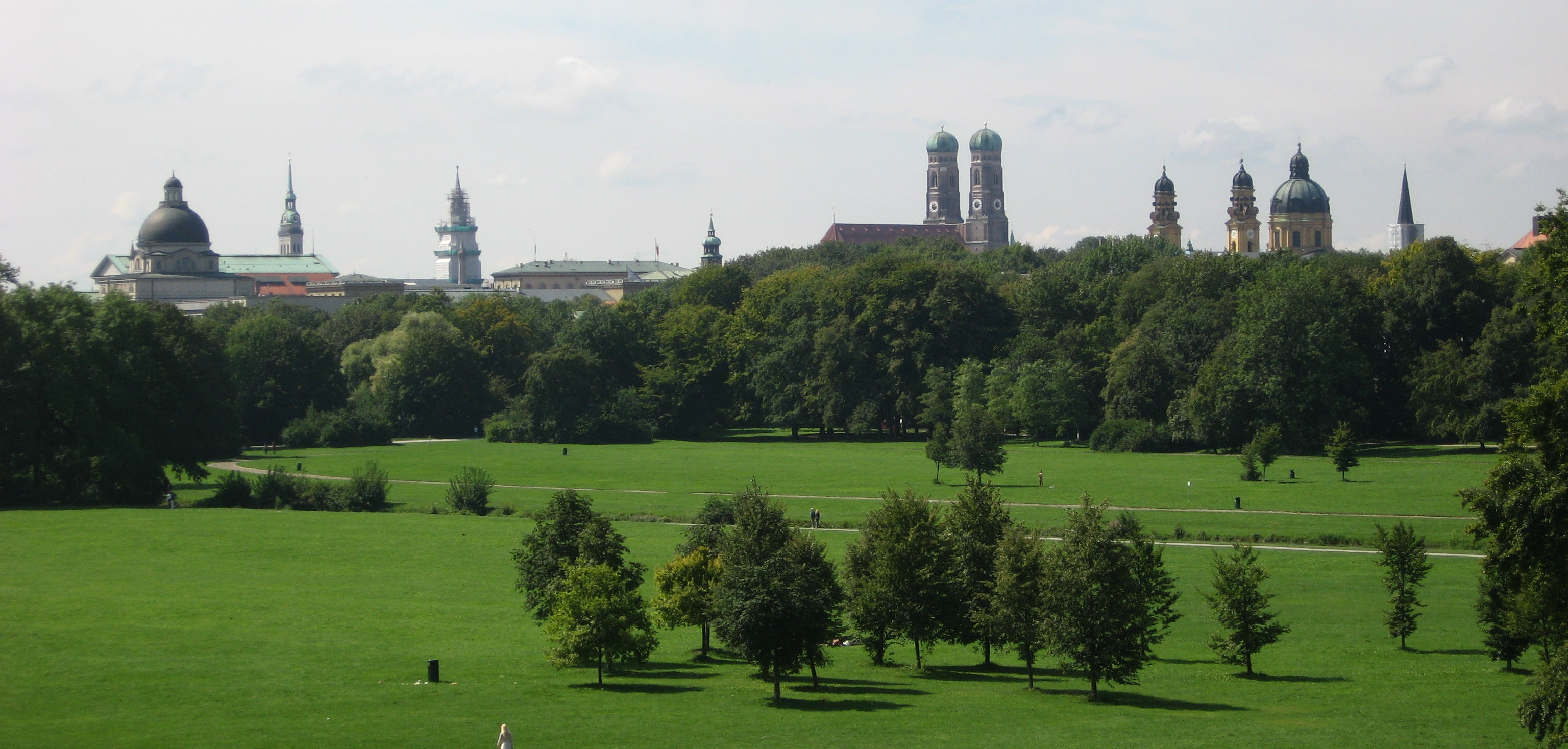
Ausblick vom Monopteros-Tempel, von links: Bayerische Staatskanzlei, Alter Peter, Neues Rathaus, Residenz, Frauenkirche, Theatinerkirche,
Salvatorkirche

Der Englische Garten befindet sich im Münchner Nordosten am Westufer der Isar. Mit seiner 3,75 km² großen Grünanlage gehört er zu den größten städtischen Parkanlagen der Welt. Die Bezeichnung Englischer Garten wurde von den englischen Landschaftsgärten übernommen, die Friedrich Ludwig von Sckell bei der Gestaltung des Geländes zum Vorbild genommen hatte.
Der Münchner Englische Garten zählt zu den ersten großen kontinentaleuropäischen Parkanlagen, die von jedermann betreten werden durften. Als eine der weiträumigsten innerstädtischen Parkanlagen der Welt ist der Englische Garten sowohl bei Münchnern als auch bei Touristen mit jährlich rund 5 Millionen Besuchern sehr beliebt.
In den 1940er-Jahren entstand eine „Lastenstraße“, deren Bau mit Kriegszwecken begründet wurde. Nach dem Zweiten Weltkrieg wurde die Verbindung zum Isarring, einer vierstreifigen Hauptverkehrsstraße, erweitert. Diese teilt seitdem die Grünanlage in einen Süd- (den ursprünglichen „Englischen Garten“) und einen Nordteil (die Hirschau). Der südliche, zur Innenstadt gelegene Bereich mit einer Länge von zwei Kilometern umfasst etwa 130 Hektar, der nördliche, weniger stark besuchte, etwa 245 Hektar und erstreckt sich über drei Kilometer parallel zur Isar.

## Geschichte

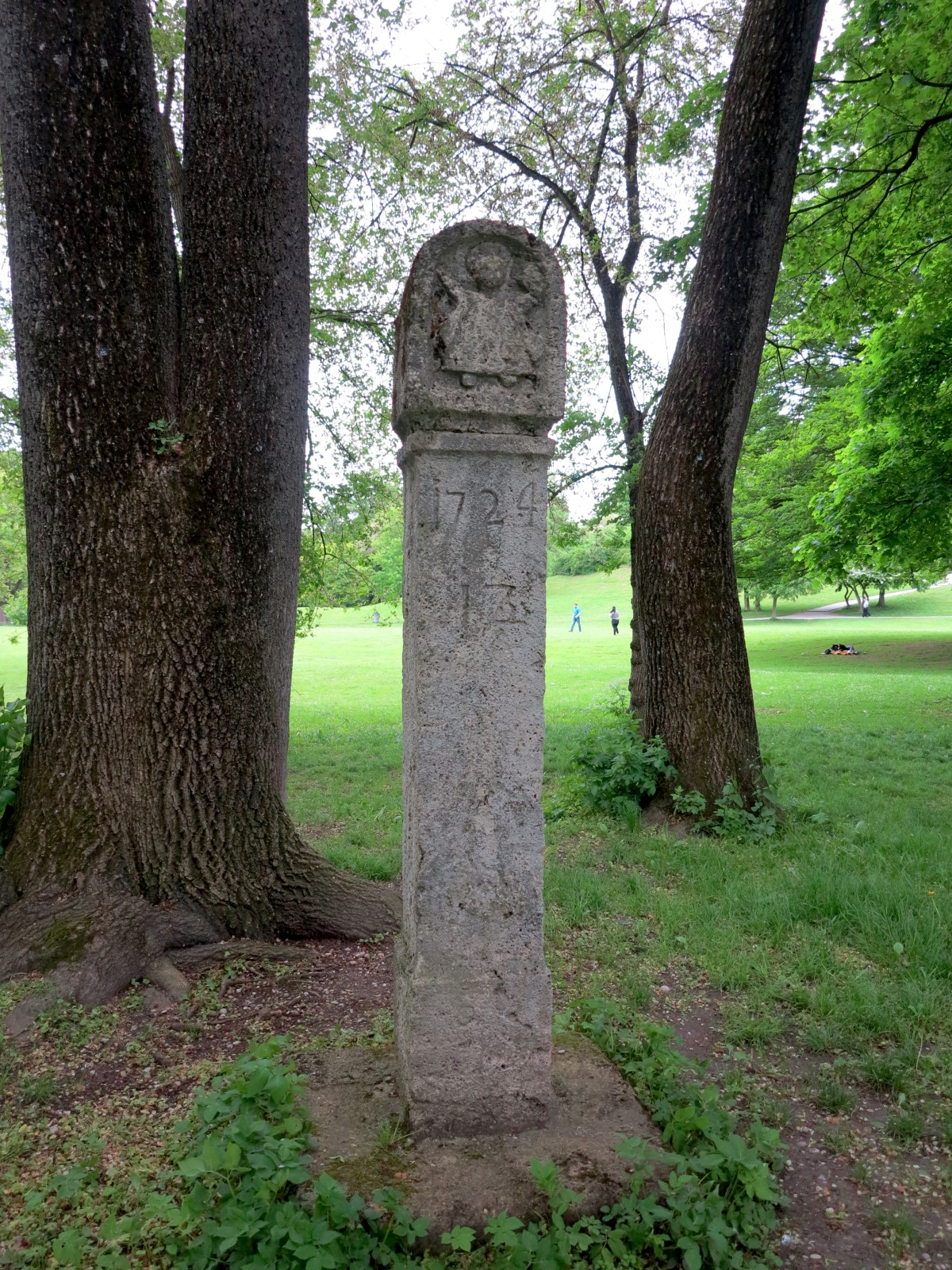
Burgfriedensäule aus dem Jahr 1728 ca. 100 m südwestlich vom Monopteros

Als 1777 der bayerische Kurfürst Maximilian III. kinderlos starb, fiel das Land an den pfälzischen Kurfürsten Karl Theodor. Nach Karl Theodors gescheitertem Versuch, das ungeliebte Erbe gegen die österreichischen Niederlande (ungefähr das heutige Belgien) einzutauschen, widmete er sich der Umgestaltung Münchens. Unter anderem ließ er im Hofgarten eine Gemäldegalerie eröffnen und machte Hofgarten und Galerie der Öffentlichkeit zugänglich.
Im Februar 1789 verfügte Karl Theodor, in jeder Garnisonsstadt der bayerischen Armee Militärgärten anzulegen. Die Gärten sollten die Soldaten in Friedenszeiten sinnvoll beschäftigen und ihnen landwirtschaftliche Fähigkeiten vermitteln, aber sie sollten auch der Allgemeinheit zugänglich sein. Die Anregung dazu stammte von dem in Massachusetts geborenen bayerischen Kriegsminister Benjamin Thompson (seit 1792 Reichsgraf von Rumford). Als Standort für die Münchner Gärten war das westliche „Hirschangergebiet“, die heutige Schönfeldwiese im Südwesten des Englischen Gartens vorgesehen. Im Juli wurde mit der Verwirklichung des Vorhabens begonnen.
Am 13. August 1789 ordnete Karl Theodor per Dekret an, das Gebiet östlich der Militärgärten in einen Volkspark umzuwandeln. Dieses Datum gilt heute gemeinhin als eigentlicher Gründungstag des Englischen Gartens in seiner heutigen Form. Es handelte sich um eine der ersten Anlagen dieser Art in Europa (beispielsweise wurde der Wiener Prater 1766 als Volkspark geöffnet). Die Ausführung wurde dem Schwetzinger Hofgärtner Friedrich Ludwig von Sckell übertragen, die Oberaufsicht behielt Benjamin Thompson.
Der Volkspark hieß zunächst Theodors Park, doch schon bald setzte sich der Name Englischer Garten durch, einer programmatischen Bezeichnung für den zeitgenössisch neuen Gartenstil, der dem Vorbild der Natur folgte – in Abgrenzung vom geometrischen, „französischen“ Barockgarten. Am 1. April 1792 wurde der Park für die damals rund 40.000 Münchner Bürger geöffnet.
1798 verließ Thompson München, sein Nachfolger wurde Freiherr von Werneck, der u. a. den Kleinhesseloher See anlegte. Ihm zu Ehren steht auch ein Denkmal am Nordufer des Sees. Im Dezember 1799 wurde der Englische Garten um Gebiete der Hirschau erweitert, im Januar 1800 kam das Gelände der mittlerweile aufgelösten Militärgärten hinzu.
1804 wurde Sckell von Maximilian I. Joseph, dem Nachfolger Karl Theodors, zum Leiter der neu geschaffenen bayerischen Hofgärtenintendanz ernannt. In dieser Funktion prägte er bis zu seinem Tod 1823 das Bild des heutigen Englischen Gartens wesentlich.

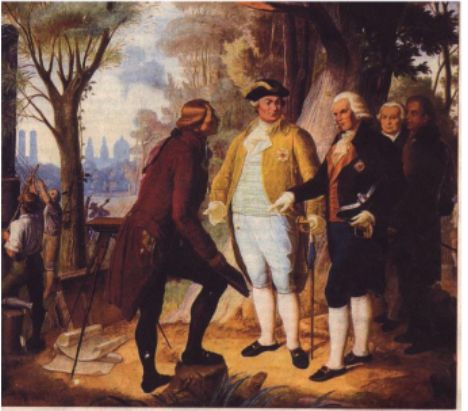
Friedrich Ludwig von Sckell (links) erläutert Kurfürst Karl Theodor (Mitte) und Benjamin Thompson Reichsgraf von Rumford (rechts) seine Pläne im Englischen Garten

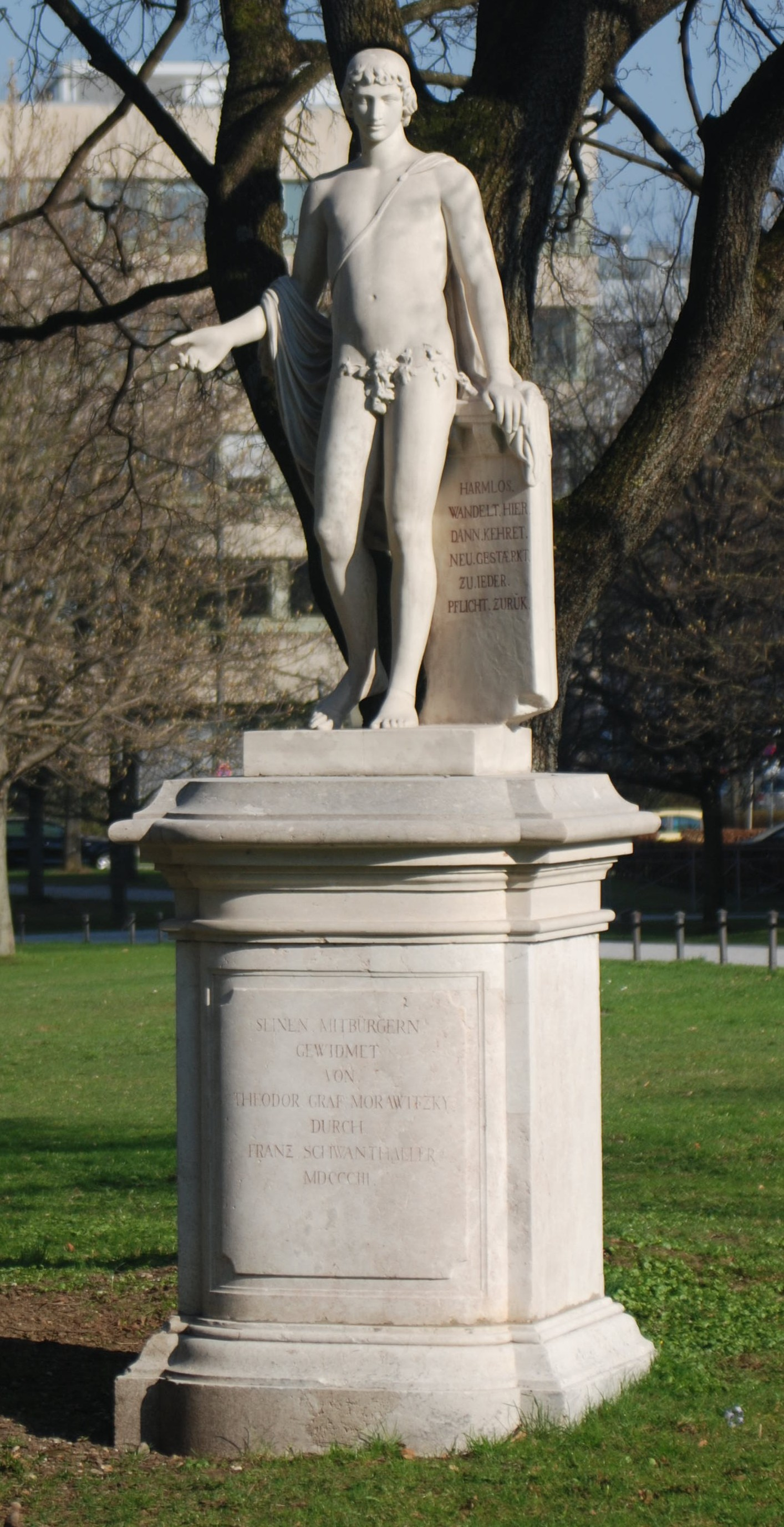
Figur am früheren Eingang des Englischen Gartens, nach dem ersten Wort eines Sinnspruchs auf der Steintafel im Volksmund „Harmlos“ genannt; gestaltet von Franz Jakob Schwanthaler, 1803

## Parkteile

### Englischer Garten

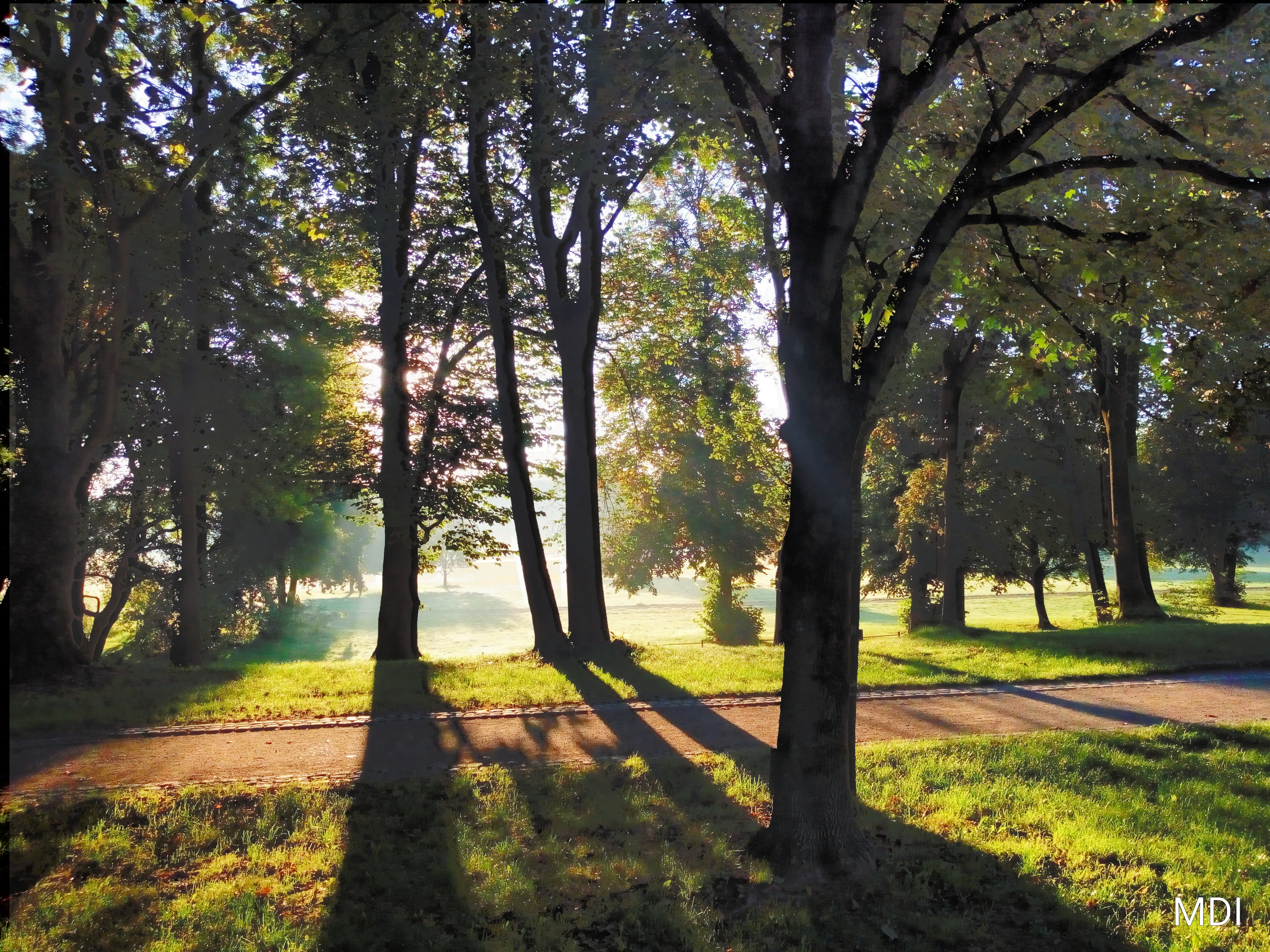
Englischer Garten, aufgenommen von der Königinstraße im September 2018

Als „Englischer Garten“ im engeren Sinne wird der Südteil des Parks bezeichnet. Das entspricht in etwa der 1789–92 angelegten Parkanlage. In diesem Teil liegen die bekanntesten Gebäude des Parks (Teehaus, Monopteros, Chinesischer Turm). Die Grenze zwischen dem Nord- und Südteil des Parks bildet der vierspurige Isarring (Teilstück des Mittleren Rings), der täglich von 110.000 Autos befahren wird.
Der südliche Teil des Englischen Gartens ist Bestandteil des Münchner Landschaftsschutzgebiets Isarauen (LSG-00120.09).

### Hirschau
Der nördliche Teil des Englischen Gartens wird auch als Hirschau bezeichnet. Diese Bezeichnung geht auf den früheren Wildreichtum der Isarauen nördlich der Stadt zurück. Die Hirschau erstreckte sich ursprünglich nach Süden etwa bis zum heutigen Hofgarten. Der erste Stadtplan Münchens, gezeichnet 1613 von Tobias Volckmer, zeigt in diesem Gebiet äsende Hirsche. Nach der Hirschau ist auch die niedrigste Kiesterrasse der Isar, die ihr ursprüngliches Hochwasserbett bildet, als Hirschauterrasse benannt.
Die Hirschau wurde von 1798 bis 1804 als nördliche Fortsetzung des Englischen Gartens bis zum Aumeister angelegt. Der Name Hirschau ist seit 1808 auf den Stadtkarten eingetragen, davor, zum Beispiel 1712, wurde sie auch Hirschanger genannt. Im Gegensatz zum stark besuchten südlichen Teil des Englischen Gartens haben große Teile der Hirschau den Charakter eines ruhigen Stadtwaldes.
Ab 1814 war dieser Teil des Englischen Gartens trotz seines auch damals vorherrschenden wäldlichen Charakters industriell geprägt. Hier befanden sich die bedeutende Lokomotiven- und Maschinenfabrik J.A. Maffei, die um 1900 einen eigenen Gleisanschluss an den Güterbahnhof Schwabing erhielt. Teil der Fabrik war auch ein Wasserkraftwerk (Tivoli-Kraftwerk), dessen Gebäude erhalten ist. Um 1935 wurde die Lokomotivfabrik geschlossen und später nahezu vollständig zurückgebaut. Auf der Trasse des bis 1950 abgebauten Gleisanschlusses verläuft heute der Ernst-Penzoldt-Weg durch den Englischen Garten.
Am Stauwehr Oberföhring können Fußgänger die Isar überqueren und nach Oberföhring gelangen. Am Nord- und am Südende der Hirschau befinden sich die Biergärten Aumeister und Hirschau.
Der nördliche Teil des Englischen Gartens bildet zusammen mit der ihn nach Norden fortsetzenden Oberen Isarau das Landschaftsschutzgebiet Hirschau und Obere Isarau (LSG-00599.01).

## Gewässer

### Bäche
Am Südende des Englischen Gartens treten der Schwabinger Bach und der Eisbach in den Park ein, vereinigen sich und fließen dann wieder getrennt weiter. Vom Eisbach zweigt der Oberstjägermeisterbach ab, so dass ein Großteil des Englischen Gartens von drei etwa parallel verlaufenden Bächen durchzogen wird.
Mehrere kleine Bäche dienen als Querverbindungen zwischen diesen Bächen und zur Isar. Der Entenbach im Südteil des Englischen Gartens fließt vom Oberstjägermeisterbach zum Schwabinger Bach, der Obere Wehrbach in der Hirschau vom Schwabinger Bach zum Oberstjägermeisterbach. Über den Unteren Wehrbach fließt ein Teil des Wassers des Oberstjägermeisterbachs wieder in die Isar. Der Reitbach zweigt vom Oberstjägermeisterbach ab und fließt nach etwa 200 Meter wieder in ihn zurück, so dass zwischen beiden Bächen eine Insel bleibt, die als Vogelschutzinsel dient.
Der Eisbach mündet zwischen der John-F.-Kennedy-Brücke und dem Stauwehr Oberföhring in die Isar. Der Schwabinger Bach teilt sich am nördlichen Ende der Hirschau auf: Ein Arm fließt als Garchinger Mühlbach in die Obere Isarau, der andere Arm fließt mit dem Oberstjägermeisterbach zusammen. Von diesem Zusammenfluss aus fließen der Schwabinger Eisbach in die Isar zurück und der Schwabinger Altbach weiter in die Obere Isarau.

### Kleinhesseloher See

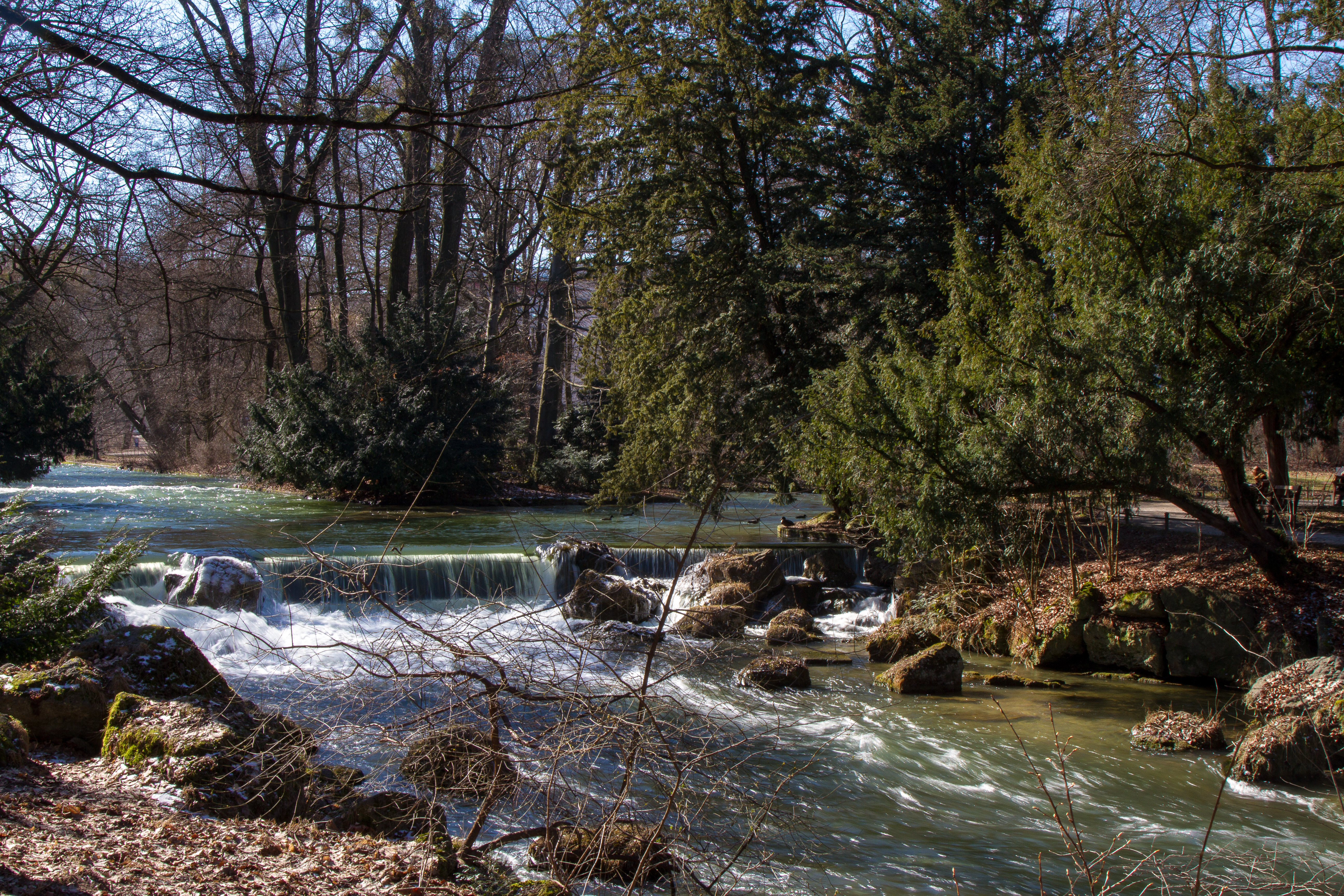
Eisbach

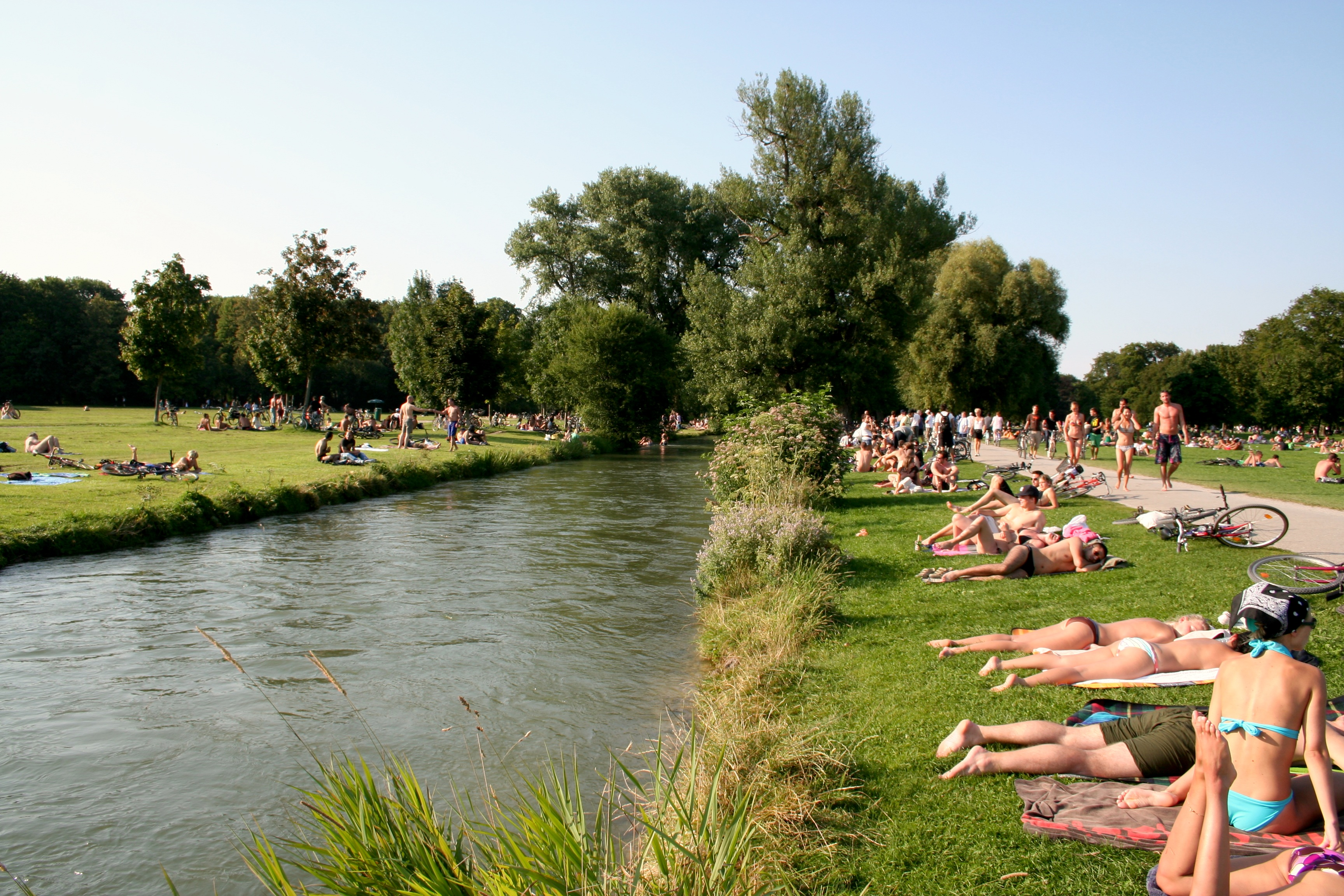
Sommer am Schwabinger Bach

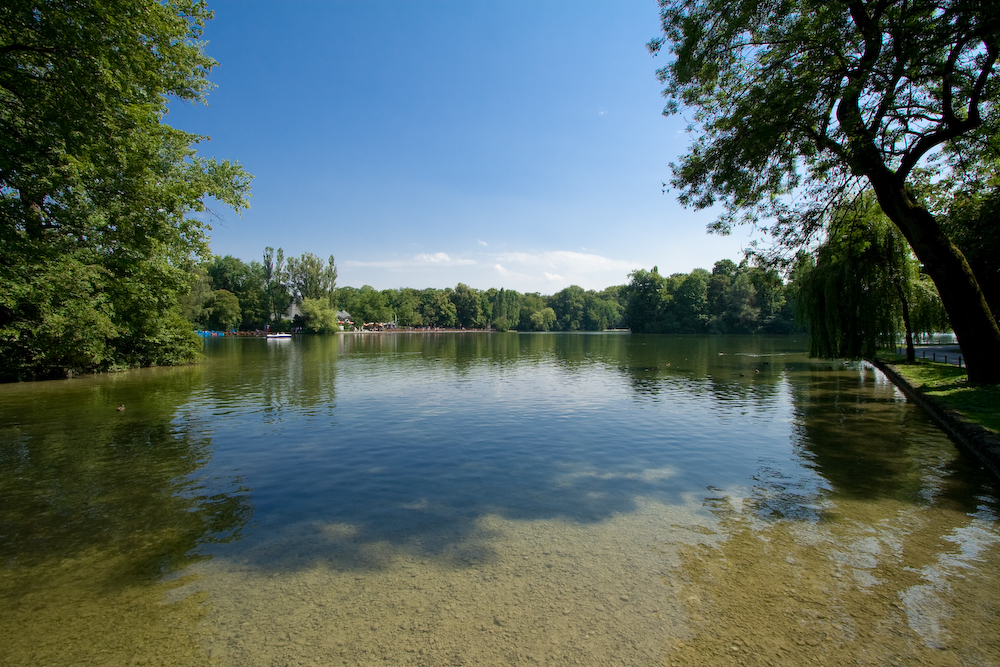
Kleinhesseloher See

Unmittelbar südlich des Isarrings, der die Hirschau vom südlichen Teil des Englischen Gartens trennt, liegt der im Jahr 1803 angelegte und 8,64 Hektar große Kleinhesseloher See, der vom Oberstjägermeisterbach durchflossen wird.

## Bauwerke

### Rumfordhaus
Das Rumfordhaus, auch Rumfordschlössl oder seltener Rumfordsaal genannt (48° 9′ 14″ N, 11° 35′ 30″ O), ist ein klassizistisches Gebäude im Südwesten des Gartens und wurde nach dem Reichsgrafen von Rumford, Sir Benjamin Thompson, benannt.
1791 (ein Jahr vor der Öffnung des Englischen Gartens für die Münchner Bürger) wurde das Rumfordhaus nach einem Entwurf von Baptist Lechner erbaut. Es diente zuerst als Offizierskasino und wurde später für höfische Zwecke genutzt. Der Spiegelsaal war Ort glanzvoller Abendessen mit bis 150 Gästen.
Das verfallene Gebäude wurde nach dem Zweiten Weltkrieg renoviert. 1966 übernahm es der Kreisjugendring München-Stadt und richtete ein Freizeitheim für Kinder und Jugendliche ein. Seit 1972 gab es eine Vorschule und einen offenen Jugendtreff. Ab 1986 wurde unter anderem ein Schwerpunkt auf Umweltpädagogik für Schulklassen gelegt. Heute ist es unter dem Namen Natur- und Kulturtreff bekannt.

### Chinesischer Turm
Der 25 Meter hohe Holzbau im Stil einer Pagode wurde 1789/90 nach einem Entwurf von Joseph Frey von Johann Baptist Lechner errichtet.
Vorbild für den Chinesischen Turm war die doppelt so hohe „Große Pagode“ im königlichen Schlossgarten Kew Gardens in London, die sich wiederum an einer Majolikapagode in den Gärten eines chinesischen Kaisers (Xiangshan-Park, Peking) orientierte.
Der Chinesische Turm brannte mehrfach ab, zuletzt im Juli 1944 nach Bombenangriffen. Er wurde aber stets originalgetreu wieder aufgebaut, zuletzt 1952.
Am Chinesischen Turm befindet sich der mit 7.000 Sitzplätzen zweitgrößte Biergarten Münchens. In der Adventszeit wird hier ein kleiner Christkindlmarkt abgehalten. Seit 1989 findet hier wieder jedes Jahr der Kocherlball statt.
Nahe dem Chinesischen Turm steht seit 1913 ein beliebtes Kinderkarussell im Stil der Biedermeierzeit. Hier drehen sich auf einem Innen- und einem Außenkreis Kutschen, Wagen und Schlitten und 20 holzgeschnitzte Tiere unter der Musik einer Walzenorgel oder eines Polyphons; gemalt und ausgesägt finden sich unter anderem Kinderbuchfiguren, Berufe, Münchner Originale und bayerische Trachten. Der Pavillonbau befindet sich seit 1977 im Besitz des Bayerischen Freistaats.
Südlich des Turms befinden sich die „Ökonomiegebäude“, die zu Beginn von Thompson als landwirtschaftlicher Musterbetrieb, der sogenannten „Schweizerei“, konzipiert wurden. Heute ist in den Gebäuden die Verwaltung des Englischen Gartens untergebracht.

### Monopteros

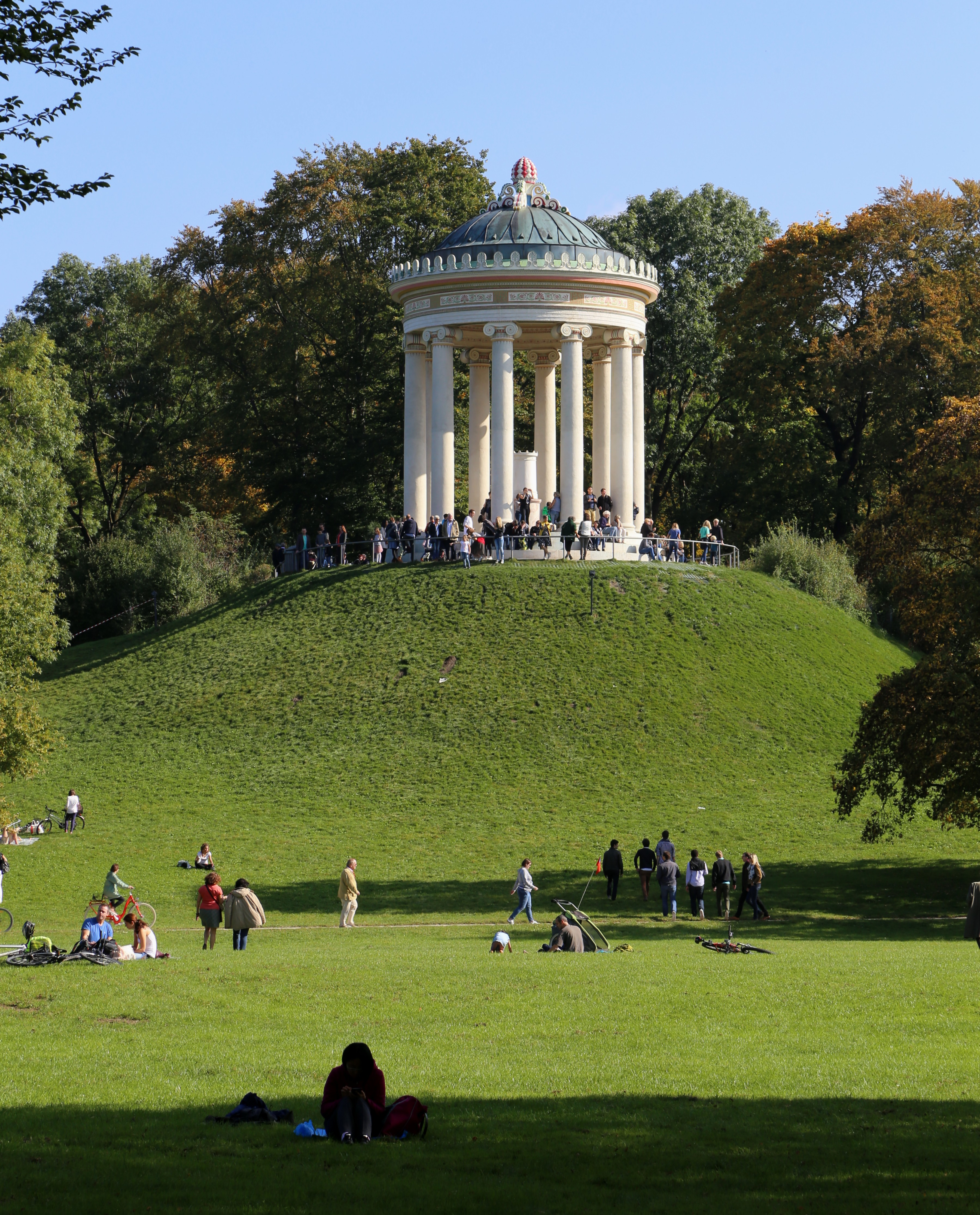
Der Monopteros im Englischen Garten in München

Bereits Friedrich Ludwig Sckell hatte 1807 ein Pantheon vorgeschlagen. Es sollte zur Ehrung der würdigsten Herrscher Bayerns dienen und in einem in der Art eines Heiligen Haines gestalteten Waldstück liegen. Sein Neffe, Carl August Sckell, nahm die ästhetisch anspruchsvolle Idee auf und trug sie dem König Ludwig I. vor.
1831 wurde der Beschluss zum Bau eines Rundtempels, eines Monopteros, gefasst, ein Jahr später mit den Arbeiten begonnen. Zuerst wurde auf dem ursprünglich flachen Gelände ein 15 Meter hohes Fundament aus Backstein geschaffen. Carl August Sckell gestaltete den im Laufe mehrerer Jahre aufgeschütteten Hügel. Der etwa 16 Meter hohe Rundtempel im klassizistisch-griechischen Stil wurde nach einem Entwurf von Leo von Klenze aus Kelheimer Kalkstein errichtet. 1836 war das Bauwerk fertiggestellt, der Hügel wurde teilweise bepflanzt. Der Monopteros wurde mehrfach restauriert, zuerst 1898, dann, zur Beseitigung der Kriegsschäden von 1944, in den Jahren 1952/1953, 1980–1982 und erneut von Ende 2014 bis Herbst 2016.
Die der Innenstadtseite zugewandte Böschung des Hügels wurde ebenfalls bepflanzt, wodurch der Tempel heute seine Funktion als Blickfang etwas eingebüßt hat. Der Hügel des Monopteros entwickelte sich in den 1960er-Jahren als Treffpunkt von Alternativen, Kleinkünstlern, Hippies und „Gammlern“ und trug dazu bei, den Englischen Garten über die Grenzen Münchens als Symbol zunächst der Gegenkultur und später auch der Weltoffenheit hinaus bekannt werden zu lassen.

### Steinerne Bank

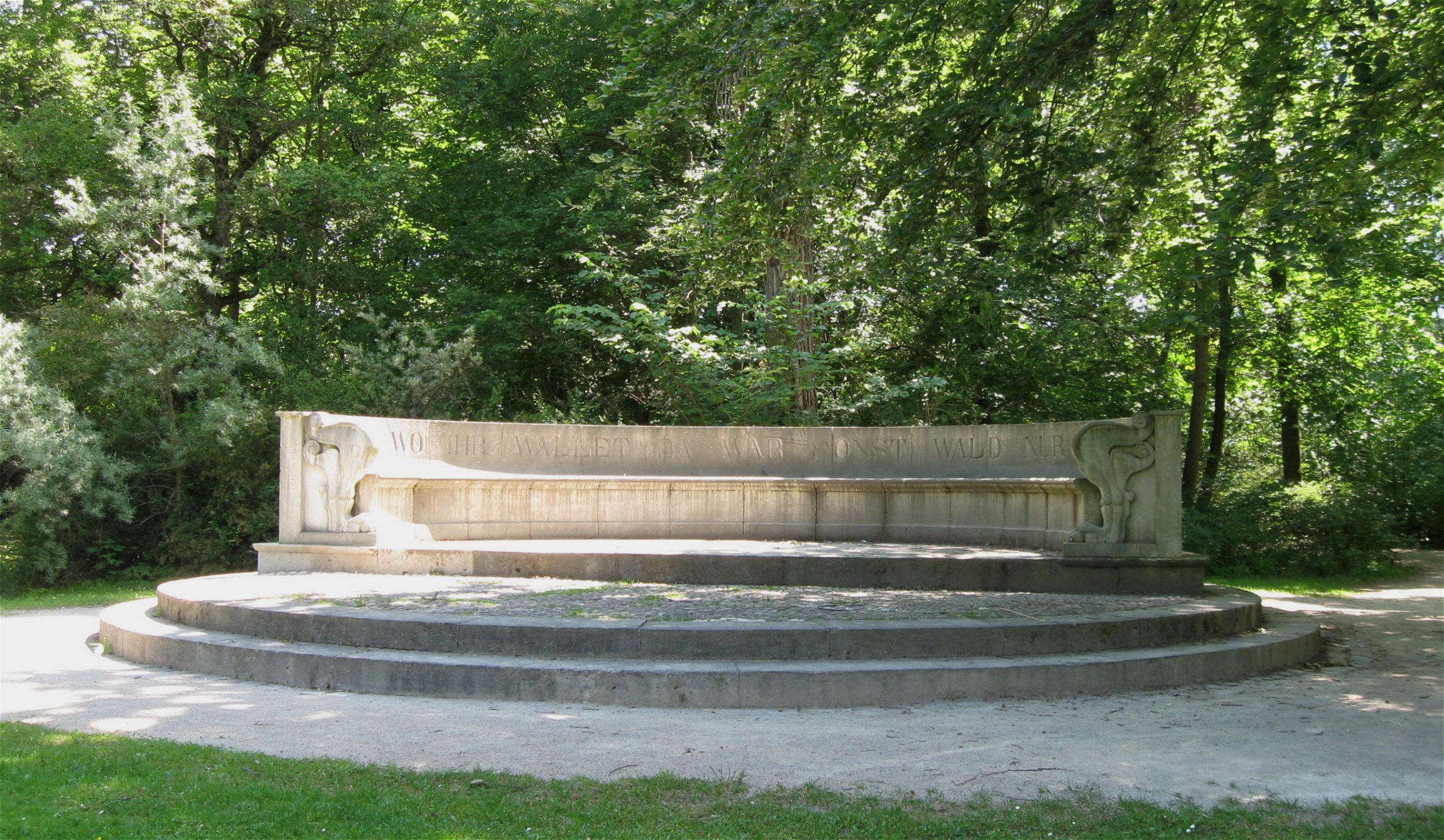
Steinerne Bank (1838)

Die Ruhebank hat die Form eines Halbrunds. Sie wurde nach einem Entwurf von Leo von Klenze 1838 in Kelheimer Kalkstein ausgeführt. Sie steht an der Stelle eines Monopteros aus Holz (Apollo-Tempels), der 1789–1790 von Johann Baptist Lechner errichtet worden war (nicht erhalten). Die vollständige Inschrift lautet: „Hier wo ihr wallet da war sonst Wald nur und Sumpf“.

### Japanisches Teehaus
Anlässlich der Olympischen Sommerspiele 1972 in München und der seitdem bestehenden Städtepartnerschaft mit der japanischen Stadt Sapporo, dem Austragungsort der Winterspiele, wurden am Südende des Englischen Gartens gleich hinter dem Haus der Kunst auf einer 1969 errichteten kleinen Insel im dort zu einem kleinen See ausgeweiteten Schwabinger Bach ein japanisches Teehaus und ein japanischer Garten erschaffen.
Im Teehaus findet regelmäßig die traditionelle japanische Teezeremonie statt. Alljährlich am dritten Julisonntag wird ein „Japanfest“ abgehalten. 2008 erhielt das Gebäude eine neue Dachdeckung aus Holz.

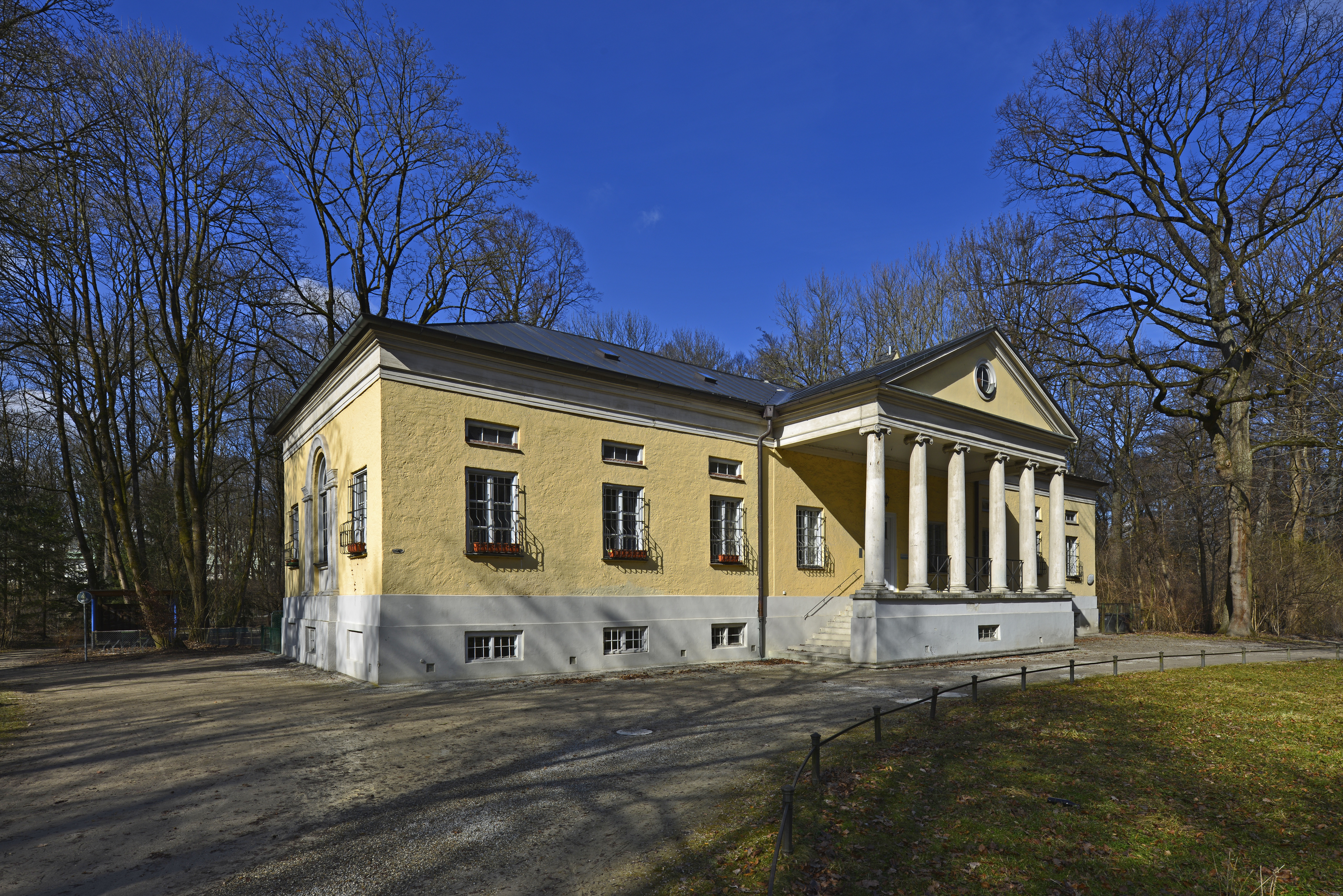
Rumfordhaus / Rumfordsaal
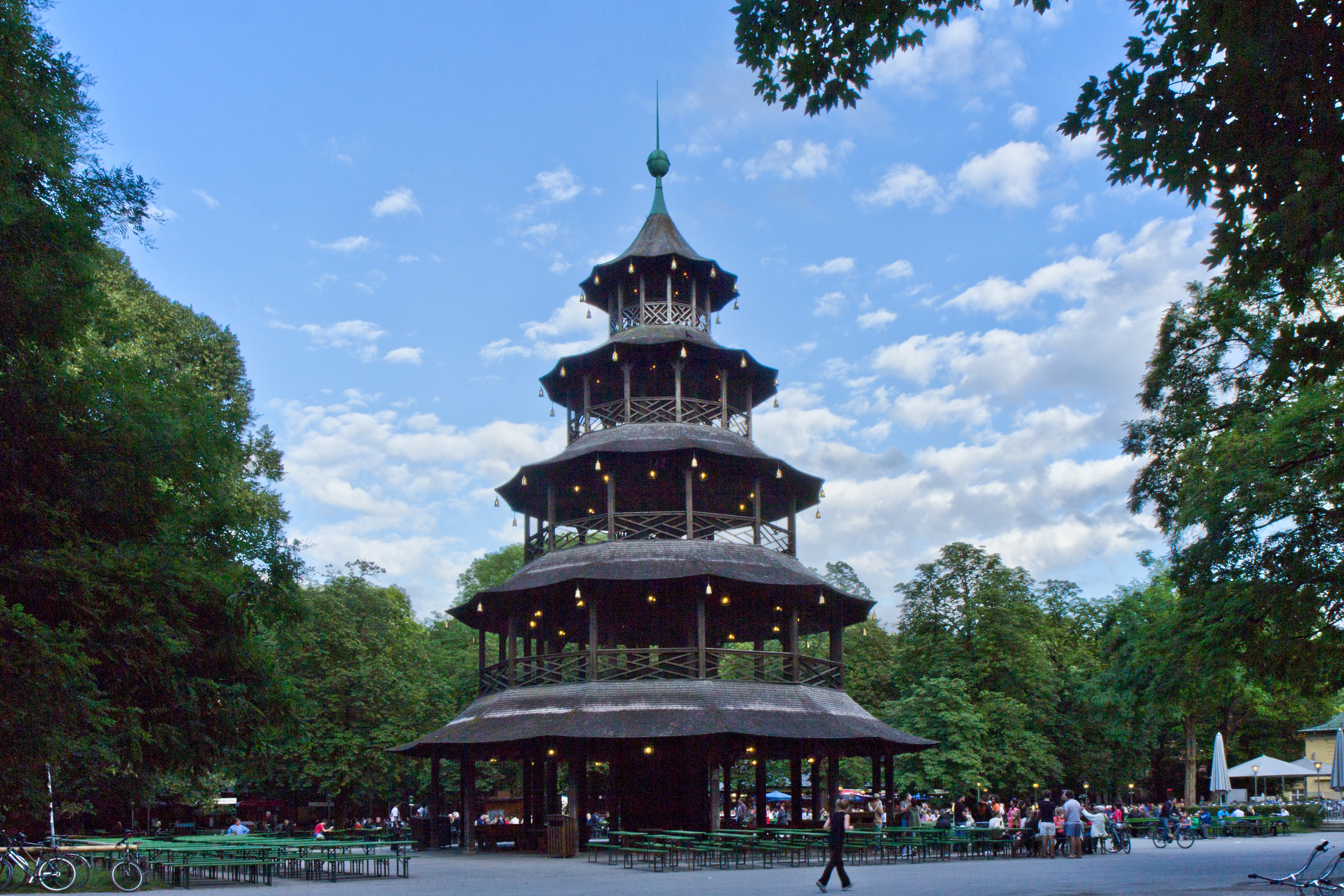
Chinesischer Turm
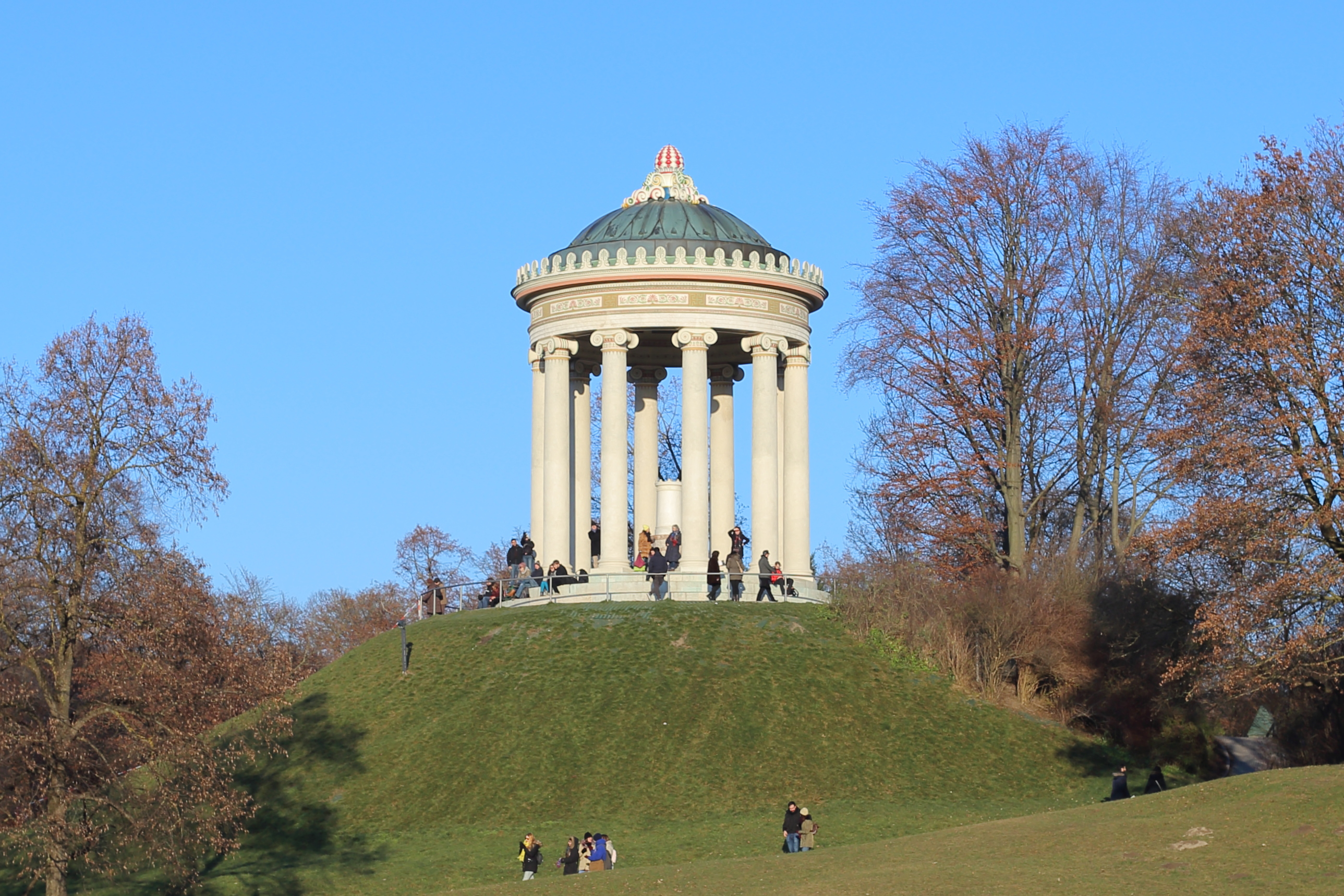
Monopteros nach der Renovierung im Herbst 2016
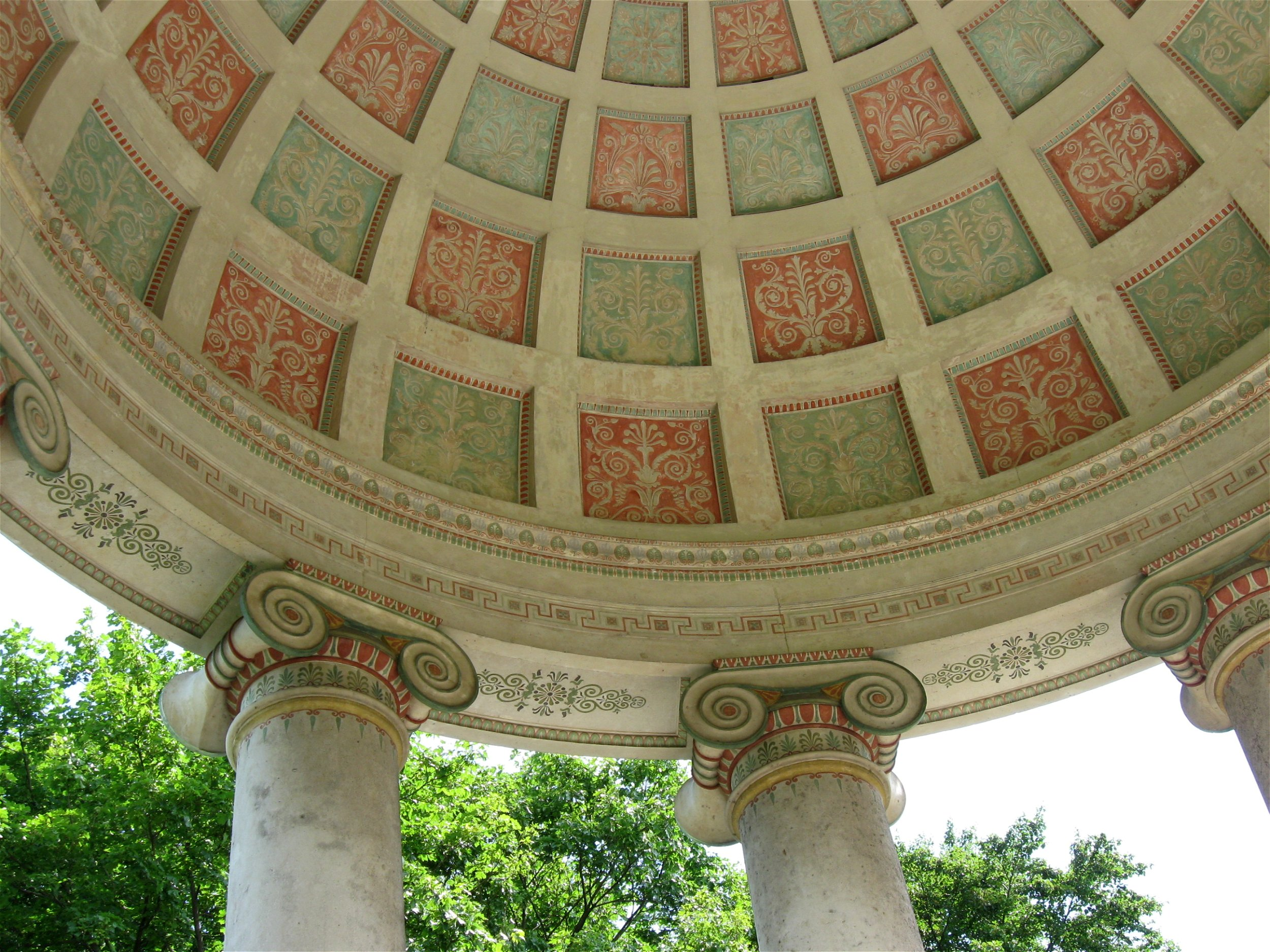
Monopteros-Kuppel
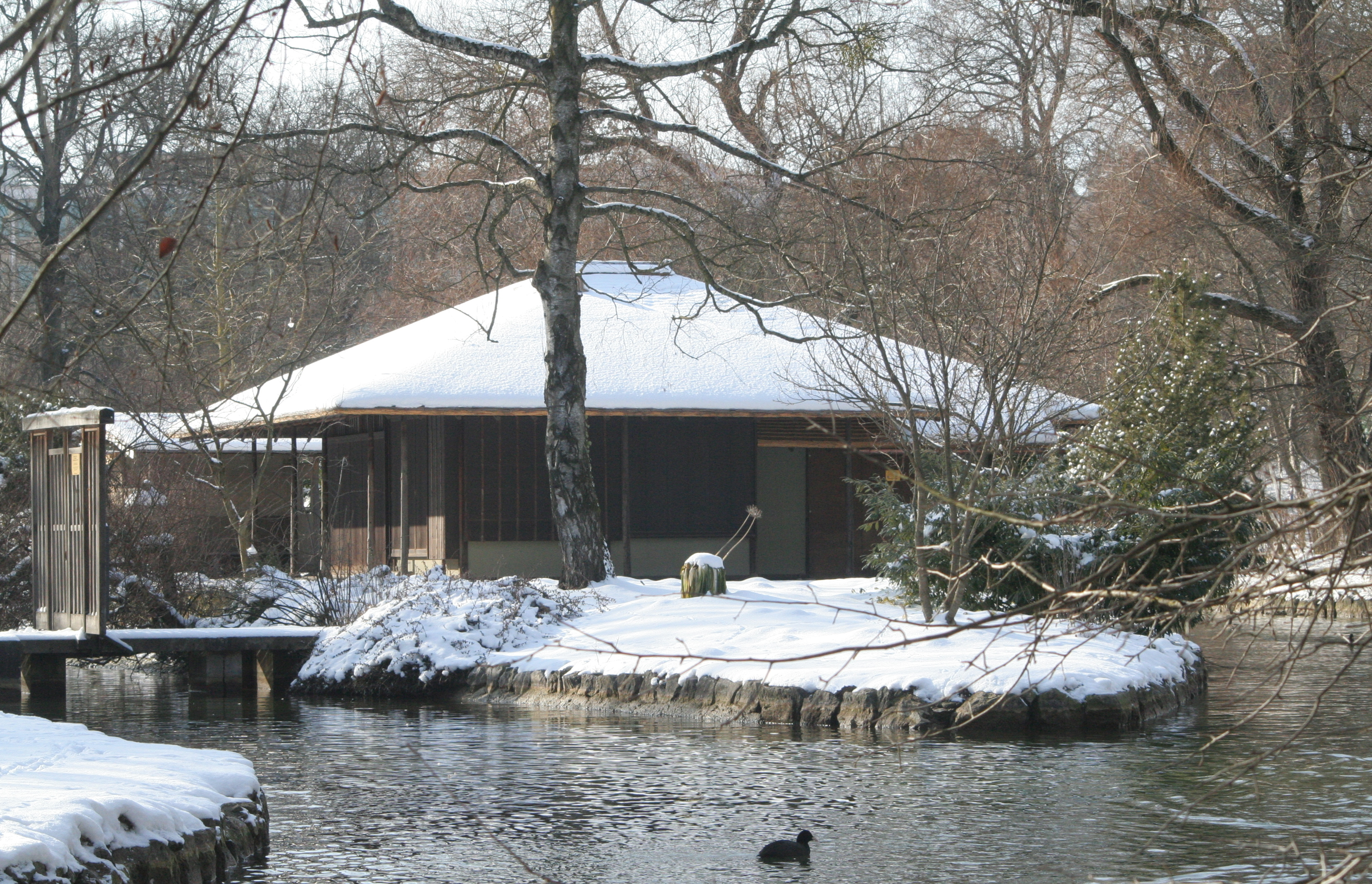
Japanisches Teehaus

## Nutzung
Der Englische Garten war von Anfang an als repräsentative Grünanlage für das Bürgertum bestimmt. Auf anmutigen Wegen suchten die Münchner und auswärtige Gäste Zerstreuung und Erholung. Sie spazierten und lustwandelten durch Wälder und über die leichte Hügellandschaft entlang der Bäche. Friedrich Ludwig Sckell formulierte zur „Karakteristik des Volksgarten“ 1807: „Hier will das Volk gesehen, gefallen, und bewundert werden, alle Stände müssen sich also da versammlen, und in langen bunten Reihen bewegen, und die frohe Jugend unter ihnen hüpfen.“ Dazu kamen Wege, die für Kutschen und Reitpferde ausgewiesen wurden.
Bei diesen Nutzungen blieb es, bis im Sommer 1967 sogenannte „Gammler“ aus ganz Deutschland München und den in unmittelbarer Nähe zu Schwabing und der Maxvorstadt gelegenen Englischen Garten entdeckten und entgegen den Parkvorschriften nicht nur die eine, ausgewiesene Liegewiese, sondern alle Wiesen des Parks und insbesondere den Hügel unterhalb des Monopteros zum Lagern, für Feiern und zum Übernachten nutzten. Bis dahin waren die Wiesenflächen zur Mahd von Heu genutzt worden. 1972 reagierte die Parkverwaltung mit einer Änderung der Pflege und der Freigabe der Wiesen, die ab jetzt, bis auf einige Wiesen im nördlichen Parkteil, als Rasen regelmäßig geschnitten wurden. In der Hirschau wird eine Schafsherde gehalten, um eine Verwaldung der großen Wiesen zu verhindern. Im April 2022 wurde beschlossen, die Grünflächen im Park in den nächsten Jahren nach Natur-, Arten- und Denkmalschutzaspekten aufzuwerten, um artenreiche Wildblumenflächen zurückzugewinnen, wie es sie seit Anfang des 19. Jahrhunderts bis in die 70er Jahre bereits gab.

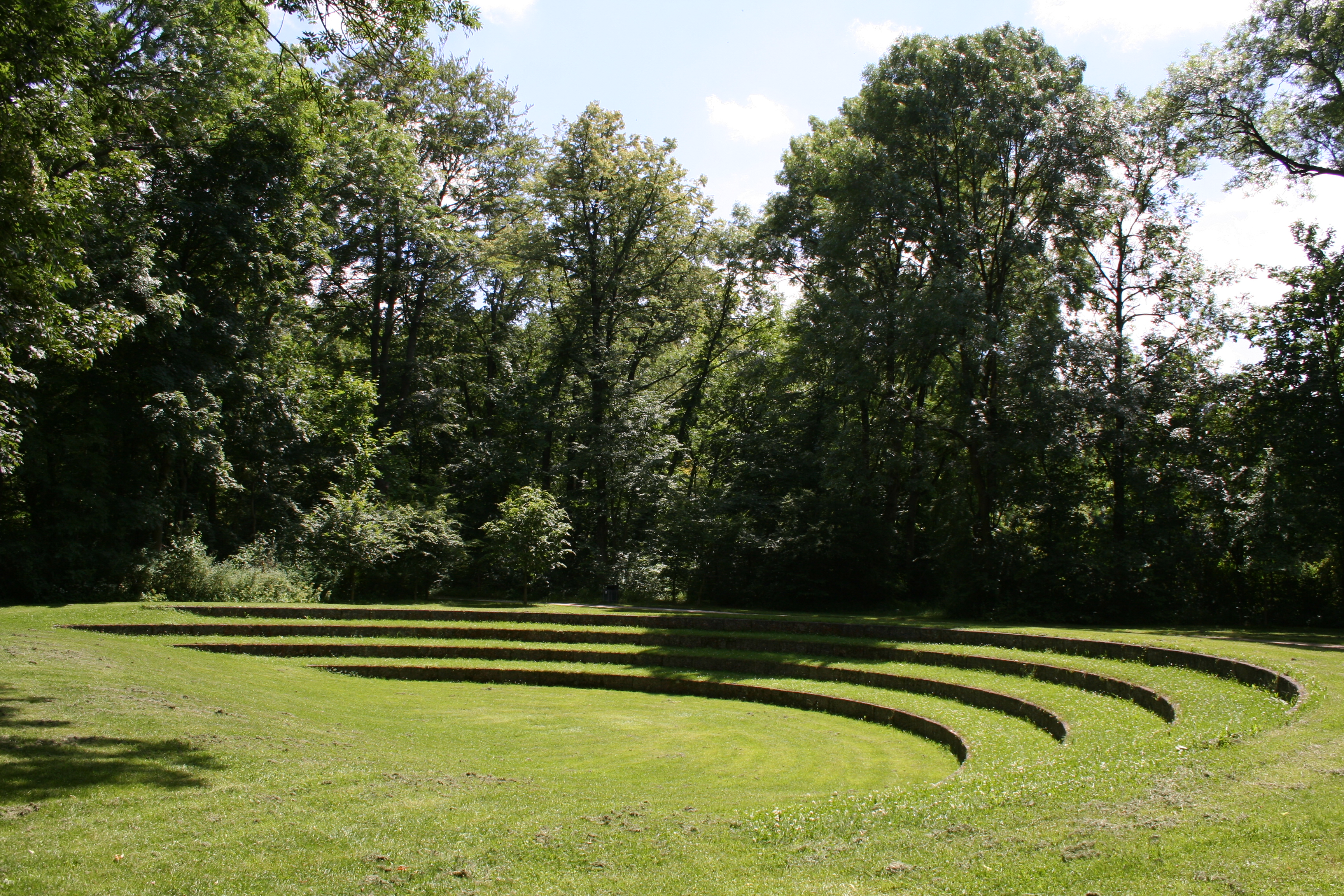
Amphitheater

Während der Olympischen Spiele 1972 wurden auf der Werneckwiese südlich des Kleinhesseloher Sees Bogenschießwettbewerbe ausgetragen. Durch den Park führte 1972 auch der Marathonlauf, wie auch seitdem einige Straßenlauf-Veranstaltungen in München durch den Englischen Garten führen.
1982 erkannten die Stadtverwaltung und die Parkbehörde die seit den 1970er Jahren zunehmende Nutzung des Parks durch nackt Sonnenbadende an. Zwei Areale wurden für die Freikörperkultur zur Nutzung ausgewiesen; im Südteil die links des Schwabinger Bachs liegende Schönfeldwiese und im Nordteil die ebenfalls links des Schwabinger Bachs an einer Schleife liegende Schwabinger Bucht. Offiziell genehmigte Freikörperkultur erregte bei Zeitgenossen und Touristen Aufsehen und trug mit dazu bei, den Englischen Garten als symbolischen Ort der Weltoffenheit Münchens hinaus weltweit bekannt werden zu lassen.
Seit 1990 zeigt das Münchner Sommertheater im Amphitheater des Englischen Gartens jeden Juli bei freiem Eintritt eine klassische Komödie. Auch der Blütenring Verein zum Wiederaufbau des Amphitheaters im Englischen Garten veranstaltet jedes Jahr im Sommer Theatertage "Commedia im Park". Am 13. Juli 1985 eröffnete der Blütenring das von ihm errichtete Amphitheater mit der Persiflage „Lohengrin“ nach Nestroy.

## Tunnel-Vorschlag für den Mittleren Ring

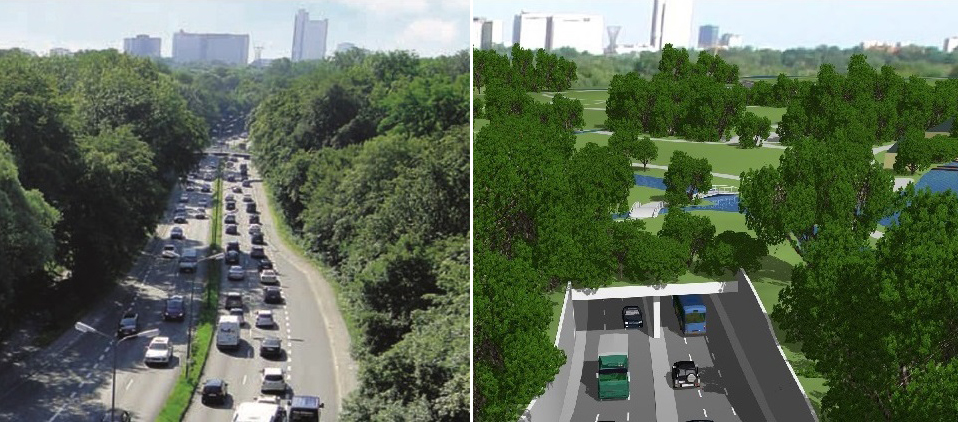
Isarring-Tunnel (Entwurf)

Der Englische Garten wird seit 1966 durch den Isarring (Teilstück des Mittleren Rings) in zwei Teile getrennt. Seit 2010 setzt sich eine Initiative dafür ein, die Parkteile Südlicher Englischer Garten und Hirschau wieder zu vereinigen, um dem Englischen Garten auf einem Abschnitt seine ursprüngliche Form zurückzugeben. Dazu soll der Mittlere Ring im Bereich des Isarrings in einen 380 Meter langen Tunnel mit sechs Fahrstreifen verlegt werden. Den Planern des Entwurfs, das Schwabinger Architekten-Ehepaar Hermann Grub und Petra Lejeune, wurde für ihr Projekt 2017 eine Auszeichnung vom Bundesumweltministerium verliehen.
Die Stadt München machte im Herbst 2015 eine Verwirklichung des rund 125 Mio. Euro teuren Projektes von der Beteiligung des Freistaats Bayern und privater Spender abhängig. Im Juli 2016 sagte der Freistaat eine Kostenbeteiligung von 35 Mio. Euro zu, die Stadt übernimmt 80 Mio. Euro und der Bund 2,7 Mio. Am 28. Juni 2017 stimmte der Münchner Stadtrat einstimmig für den Tunnelbau. Im August 2020 wurde das Projekt vorerst gestoppt. 2022 wurde das endgültige Aus für den Tunnel beschlossen.

## ÖPNV durch den Englischen Garten

### Anbindung
Der südliche Teil wird in Höhe des Chinesischen Turms von einer Straße durchquert, die für den motorisierten Individualverkehr gesperrt ist. Genutzt wird diese von Buslinien, die Schwabing, den Englischen Garten und die Stadtteile rechts der Isar miteinander verbinden. Auch im Umfeld des Englischen Gartens gibt es zahlreiche ÖPNV-Haltestellen der U-Bahnlinien U3 und U6, der Tramlinien 16 und 23 sowie mehrerer (Metro-)Buslinien.

### Projekt Straßenbahnquerung

#### Erster Versuch
Eine geplante Straßenbahnstrecke, die den Garten durchqueren sollte, wurde von der Regierung von Oberbayern unter anderem wegen Überwiegens der denkmalpflegerischen Belange abgelehnt. Eine dagegen gerichtete Klage der Stadtwerke München wurde am 30. März 2006 vom Bayerischen Verwaltungsgerichtshof abgewiesen.

#### Zweiter Versuch
Mitte Juli 2017 erfolgte dann die Zusage von Ministerpräsident Horst Seehofer an Oberbürgermeister Dieter Reiter, dass die Bayerische Staatsregierung die Tram durch den Park nicht weiter blockieren wird. Die Überlegungen gehen dahin, die Strecke im Bereich des Englischen Gartens ohne Oberleitung zu realisieren und die Wagen zur Überbrückung mit Energiespeichern auszustatten. Die Münchner Verkehrsgesellschaft will einen Projektbeirat einrichten, der in denkmalpflegerischen Fragen beraten soll. Die Denkmalpflege stellt sich weiterhin gegen das Projekt und fühlt sich ungenügend eingebunden.

## Statistik

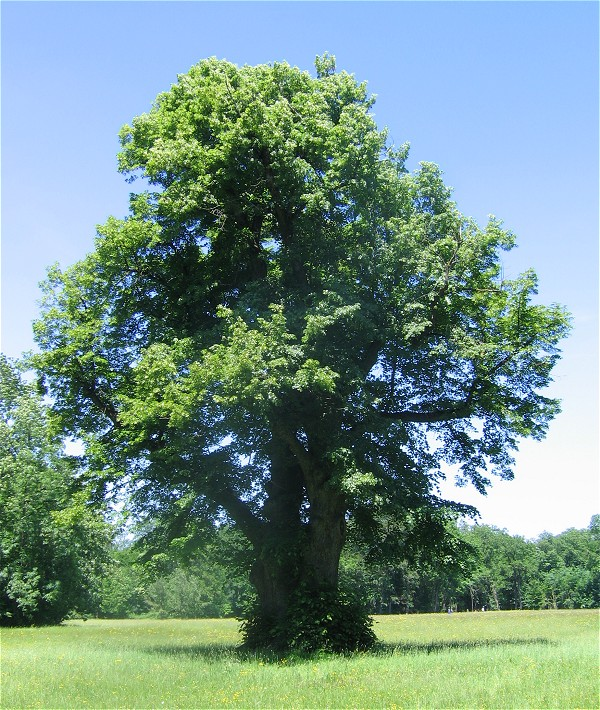
Winterlinde im Nordteil, etwa 200 Jahre alt

- Länge des Wegenetzes im Englischen Garten: 78 km[31]
- davon Reitwege: 12 km
- Länge der Bäche: ca. 15 km
- Brücken und Stege: über 100
- brütende Vogelarten: über 50

## Verwaltung
Die Pflege des Parks wird von der Bayerischen Verwaltung der staatlichen Schlösser, Gärten und Seen beaufsichtigt.
Die Schlösser- und Seenverwaltung erhebt in der Anlagenvorschrift den Anspruch, das Fotografieren zu gewerblichen Zwecken von einer vorherigen Genehmigung abhängig zu machen, für die Gebühren anfallen.

## Siehe auch

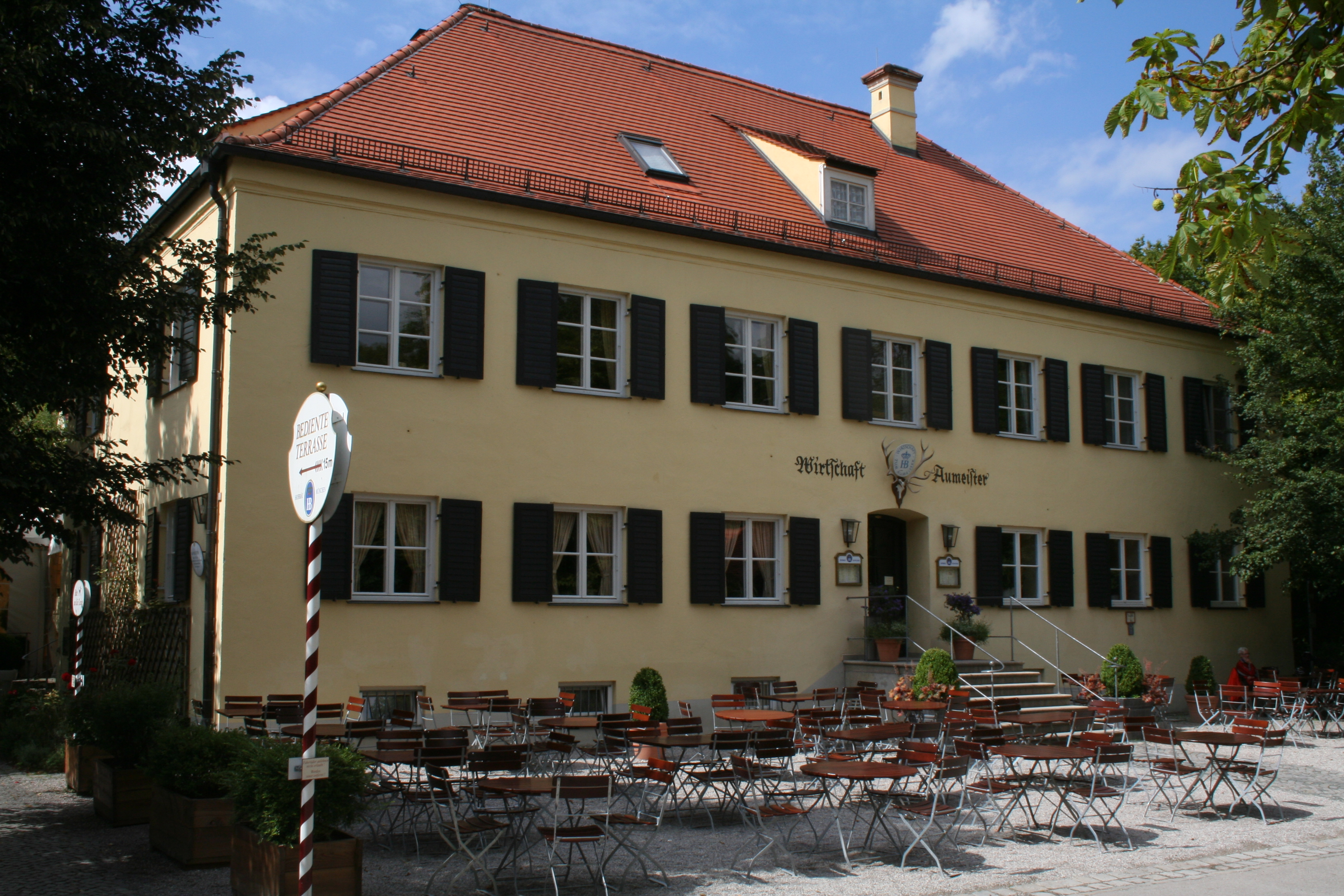
Aumeister Biergarten im Englischen Garten

## Filme
- Der Garten des Volkes. 200 Jahre Englischer Garten in München. Dokumentarfilm, BR Deutschland, 1989, 42:44 Min., Buch und Regie: Dieter Wieland, Produktion: Bayerischer Rundfunk, Reihe: Topographie, Inhaltsangabe von ARD, Video vom BR, online-Video von ARD.
- Parkgeflüster. Vom Leben im Englischen Garten. Dokumentarfilm, Deutschland, 2004, 28:42 Min., Buch und Regie: Susanne Fiedler, Produktion: Bayerischer Rundfunk, Inhaltsangabe vom BR, (Memento vom 19. Februar 2016 im Internet Archive).
- Münchens grüne Lungen. Dokumentarfilm, Deutschland, 2014, 44:11 Min., Buch und Regie: Markus Schmidbauer, Produktion: Wild on Screen, Bayerischer Rundfunk, Redaktion: natur exclusiv , Erstsendung: 31. Januar 2015 im Bayerischen Fernsehen, Inhaltsangabe von BR.
- Europas schönste Parks. München: Der Englische Garten. Dokumentarfilm, Deutschland, 2016, 42:48 Min., Buch und Regie: Christian Schidlowski, Produktion: a&o buero, ZDF, arte, Reihe: Europas schönste Parks, Erstsendung: 22. Februar 2017 bei arte, Inhaltsangabe von ARD.
- Magische Gärten – Englischer Garten. Dokumentarfilm, Frankreich, 2017, 25:51 Min., Buch und Regie: Emmanuel Descombes, Produktion: Bo Travail!, arte France, Reihe: Magische Gärten, Erstsendung: 21. März 2018 bei arte, Inhaltsangabe von ARD.